# 牧神星
牧神星（49 Pales）是第49颗被人类发现的小行星，于1857年9月19日发现。牧神星的直径为149.8千米，质量为3.5×1018千克，公转周期为1979.344天。
牧神星以羅馬神話的牧神帕萊斯命名。